# دين دين
ليم تشيول (من مواليد 20 نوفمبر 1991)، والمعروف باسمه الفني دين دين ، هو مغني راب كوري جنوبي ومنتج وشخصية تلفزيونية وشخصية إذاعية .  ظهر لأول مرة في عالم الترفيه في عام 2013 عندما ظهر كمتسابق في برنامج Show me the Money 2 . منذ ذلك الحين، أصدر العديد من الأغاني الفردية غير الألبومات، وساهم في عدد لا بأس به من الموسيقى التصويرية الدرامية التلفزيونية، واستمر في الظهور في برامج الواقع المختلفة، بما في ذلك دنيا: في عالم جديد (2018) ويو ~! اهلا بكم في كوريا! (2019) وكان عضوًا في فريق العرض المتنوع 2 Days & 1 Night الموسم 4 منذ عام 2019.

## الإحسان
في 8 فبراير 2023، تبرع دين دين بمبلغ 10 ملايين وون للمساعدة في زلزال تركيا وسوريا 2023 من خلال الصليب الأحمر الكوري . 

## فيلموغرافيا

### مسلسلات تلفزيونية
| سنة  | عنوان         | دور               | ملحوظات | Ref. |
| ---- | ------------- | ----------------- | ------- | ---- |
| 2018 | ملكة الغموض 2 | MC J بانج جاي سون | دعم     |      |

### عرض الويب
| سنة  | عنوان                      | دور              | ملحوظات                   | Ref.  |
| ---- | -------------------------- | ---------------- | ------------------------- | ----- |
| 2016 | معركة الحب                 | يقذف             |                           |       |
| 2021 | نيجو كينغ 3                | يستضيف           | مع نعسان                  | [ 3 ] |
| 2022 | ديندين ويو هي-كوان! 'أعضاء | يستضيف           |                           | [ 4 ] |
| 2022 | خطة الحياة الجيدة الموسم 2 | يستضيف           | مع روه جي سون من Fromis_9 | [ 5 ] |
| 2023 | آية الزومبي                | عضو فريق التمثيل |                           | [ 6 ] |
| 2023 | تحدي المعبود: فئة أخرى     | يستضيف           | الموسم 3                  | [ 7 ] |

### برامج إذاعية
| سنة                   | عنوان                                          | دور         | ملحوظات                   | Ref.  |
| --------------------- | ---------------------------------------------- | ----------- | ------------------------- | ----- |
| 2019                  | Brother's Radio [김상혁, 딘딘의 오빠네 라디오] | راديو دي جي | مع Kim Sang-hyuk [김상혁] | [ 8 ] |
| 2020 إلى الوقت الحاضر | DinDin's Music High [뮤직하이]                 | راديو دي جي |                           | [ 9 ] |

## روابط خارجية
- دين دين  على فيسبوك.

قالب:Show Me the Moneyقالب:1 Night 2 Days